# Aleksei Diacenko
Aleksei Vladimirovici Diacenko (rusă Алексей Владимирович Дьяченко; n. 11 noiembrie 1978, Leningrad, RSFS Rusă, URSS) este un fost scrimer rus specializat pe sabie, laureat cu bronz pe echipe la  Jocurile Olimpice de vară din 2004 și triplu campion mondial pe echipe (în 2001, 2003 și 2005).

## Carieră
Este fiul antrenorilor de scrimă Vladimir și Natalia Diacenko și fratele Ekaterinei, vicecampioană mondială la sabie individual în 2013 și dubla campioană mondială pe echipe.
A fost selecționat la proba pe echipe la Jocurile Olimpice de vară din 2000 de la Sydney ca înlocuitor în echipa Rusiei, care a câștigat medalia de aur. S-a calificat ca rezervă la ediția din 2004 de la Atena. La proba individuală, a fost eliminat în turul întâi de ucraineanul Volodîmîr Kaliujnîi. La proba pe echipe, Rusia a trecut de Grecia, dar a pierdut cu Italia în semifinală. A învins Statele Unite la o tușă în finala mică, cucerind medalia de bronz. Diachenko a participat doar la sferturile de finală.

## Legături externe
- en  Prezentare Arhivat în 1 ianuarie 2015, la Wayback Machine. la Confederația Europeană de Scrimă
- en Aleksei Diacenko la Olympedia.org